# Cyril Ritchard
Cyril Ritchard, all'anagrafe Cyril Trimnell-Ritchard (Sydney, 1º dicembre 1897 – Chicago, 18 dicembre 1977), è stato un attore e regista teatrale australiano protagonista delle scene musicali.
Lavorò a teatro, al cinema e in televisione. Viene ricordato come l'interprete di capitan Hook nel musical Peter Pan interpretato da Mary Martin.

## Biografia
Cyril Trimnell-Ritchard nacque a Surry Hills, nei sobborghi di Sydney, il 1º dicembre 1897, da genitori australiani: suo padre Herbert Trimnell-Ritchard era di religione protestante, sua madre Marguerite una devota cattolica che lo educò nella sua fede e lo fece studiare presso i gesuiti del St Aloysius' College.
All'inizio della sua carriera, Ritchard prese parte a numerose commedie musicali tra le quali Katinka (1918) di Rudolf Friml a Melbourne, nel ruolo di Ivan Dimitri, Going Up e Yes, Uncle!, uno dei grandi successi delle scene londinesi al tempo della prima guerra mondiale, di cui fu protagonista insieme a Madge Elliott, che più tardi diventerà sua moglie.
Negli anni venti e trenta, Ritchard lavorò per il cinema, apparendo in tredici film. Nel 1929, fu protagonista di Piccadilly di Ewald André Dupont, dove recitò a fianco di Anna May Wong. Nello stesso anno Alfred Hitchcock gli affidò il ruolo del cattivo in Ricatto, uno dei più noti gialli inglesi del maestro del brivido.
Nel 1954, Ritchard diventerà una star di Broadway indossando i panni di Capitan Hook nel musical Peter Pan che aveva come protagonista Mary Martin. Per questa interpretazione, l'attore vinse il Tony Award. Insieme a Mary Martin, riprese il suo ruolo nella versione televisiva del musical prodotto dalla NBC. Nel 1959 vinse il suo secondo Tony Award per la commedia The Pleasure of His Company.
Al Metropolitan Opera House debuttò sempre nel 1954 con la regia de Il barbiere di Siviglia, nel quale interpretò anche il ruolo di Ambrogio diretto da Alberto Erede, con Robert Merrill, Roberta Peters, Cesare Valletti, Fernando Corena e Cesare Siepi. 
Nel 1955 curò la regia di I racconti di Hoffmann diretto da Pierre Monteux, con Richard Tucker, la Peters, Risë Stevens e Lucine Amara; nel 1956 La Périchole, nel quale interpretò anche il ruolo di Andres con Rosalind Elias e Charles Anthony Caruso, e nel 1959 Le nozze di Figaro, diretto da Erich Leinsdorf con Siepi, Elisabeth Söderström, Lisa Della Casa, Ezio Flagello e Regina Resnik e Der Zigeunerbaron con Nicolai Gedda.
Dalla fine degli anni cinquanta, Ritchard diventò una presenza fissa in numerosi varietà e programmi televisivi. Durante una tournée a Chicago, ebbe un attacco cardiaco il 25 novembre 1977. Venne ricoverato in ospedale e, un mese più tardi, morì all'età di ottant'anni. È sepolto al Saint Mary's Cemetery a Ridgefield, nel Connecticut, dove si trovava la sua casa di campagna nella quale aveva vissuto a lungo.

## Filmografia

### Cinema

#### Attore
- On with the Dance (1927)
- Piccadilly, regia di Ewald André Dupont (1929)
- Ricatto (Blackmail), regia di Alfred Hitchcock (1929)
- Symphony in Two Flats, regia di Gareth Gundrey (1930)
- Just for a Song, regia di Gareth Gundrey (1930)
- Service for Ladies, regia di Alexander Korda (1932)
- Danny Boy, regia di Oswald Mitchell (1934)
- It's a Grand Old World, regia di Herbert Smith (1937)
- The Show Goes On, regia di Basil Dean (1937)
- I See Ice, regia di Anthony Kimmins (1938)
- Dangerous Medicine, regia di Arthur B. Woods (1938)
- Tutto mi accusa (The Winslow Boy), regia di Anthony Asquith (1948)
- La diva in vacanza (Woman Hater), regia di Terence Young (1948)

#### Doppiatore
- Tubby the Tuba, regia di Alexander Schure (1975)

### Televisione
- Pasquinade (1937)
- Ad Lib (1937)
- 1066: And All That (1939)
- Duet for Two Actors, episodio tv di The Billy Rose Show (1951)
- The DuPont Show of the Month – serie TV, episodio 1x06 (1958)
- The Hobbit, regia di Jules Bass e Arthur Rankin Jr. (1977)